# Agostino Barbarigo (sous-marin, 1917)
Pour les articles homonymes, voir Agostino Barbarigo (homonymie).
Le Agostino Barbarigo est un sous-marin italien, navire de tête de la classe Barbarigo, construit à la fin de la Première Guerre mondiale pour la Marine royale italienne (en italien : Regia Marina).
Le nom du sous-marin est un hommage à Agostino Barbarigo (1420-1501), 74e doge de Venise.

## Caractéristiques
La classe Barbarigo déplaçaient 796,6 tonnes en surface et 926,5 tonnes en immersion. Les sous-marins mesuraient 67 mètres, avaient une largeur de 5,9 mètres et un tirant d'eau de 3,81 mètres. Ils avaient une profondeur de plongée de 50 mètres. Leur équipage comptait 40 officiers et soldats.
Pour la navigation de surface, les sous-marins étaient propulsés par deux moteurs diesel FIAT de 2 600 chevaux-vapeur (cv) (1 910 kW), chacun entraînant un arbre d'hélice. En immersion, chaque hélice était entraînée par un moteur électrique de 650 chevaux-vapeur (478 kW). Ils pouvaient atteindre 16,8 nœuds (31,1 km/h) en surface et 9,3 nœuds (17,2 km/h) sous l'eau. En surface, la classe Barbarigo avait une autonomie de 1 850 milles nautiques (3 426 km) à 9,3 noeuds (17,2 km/h); en immersion, elle avait une autonomie de 160 milles nautiques (296 km) à 1,6 noeuds (2,9 km/h).
Les sous-marins étaient armés de six tubes lance-torpilles de 45 centimètres, quatre à l'avant et deux à l'arrière, pour lesquels ils transportaient un total de 10 torpilles. Ils étaient également armés d'un canon de pont de 76/40 Model 1916 à l'avant de la tour de contrôle (kiosque) et un canon de pont 76/30 Model 1914 à l'arrière de la tour de contrôle pour le combat en surface.

## Construction et mise en service
Le Agostino Barbarigo est construit par le chantier naval Cantiere navale del Muggiano de La Spezia en Italie, et mis sur cale le 22 octobre 1915. Il est lancé le 18 novembre 1917 et est achevé et mis en service le 10 septembre 1918. Il est commissionné le même jour dans la Regia Marina.

## Histoire du service
En service en septembre 1918, sous le commandement du capitaine de corvette Carlo De Donato, le Agostino Barbarigo n'a pas pu participer à la Première Guerre mondiale, qui touchait à sa fin,.
À la fin de la guerre, il est affecté à la Flottille sous-marine de grand tonnage et déployé à La Spezia,.
Pendant la crise de Corfou, lorsque la flotte italienne a occupé cette île par un débarquement, le Barbarigo - avec son navire-jumeau (sister ship) Provana -est maintenu en surface à l'arrière pendant le débarquement, étant ensuite déployé en embuscade sur l'une des deux routes menant à Corfou (l'autre route est assignée au Provana) . Les deux sous-marins doivent servir à protéger l'escadron naval italien d'une éventuelle contre-attaque des navires grecs,,.
Il participe aux grands exercices de 1924 et 1925; le commandant de l'unité, à cette époque, est le capitaine de corvette Raffaele De Courten,.
Désormais obsolète, le 18 décembre 1925, il est affecté à l'Académie navale de Livourne en tant qu'unité de formation.
Le 18 mars 1928 (le commandant de l'unité est le capitaine de corvette Edoardo Somigli, qui deviendra amiral d'escadre dans la marine italienne et commandant du Centre des hautes études de la défense (Centro alti studi per la difesa ou CASD) du 1er septembre 1949 au 31 août 1956), il est affecté à la Ie flottille de sous-marins.
Radié le 1er mai 1928, il est envoyé à la casse.